# Eva Franch Gilabert
Eva Franch i Gilabert (Deltebre, 10 de desembre 1978) és una arquitecta, curadora, professora i conferenciant internacional.
Va iniciar els seus estudis superiors a l'Escola Tècnica Superior d'Arquitectura de Barcelona el 1996, on va culminar amb honors el seu Màster en Arquitectura el 2003. Entre 2001 i 2002 va realitzar una estada d'estudis als Països Baixos en Universitat de Tecnologia de la Delft. En 2004, comença la seva pràctica professional independent com fundadora d'OOAA (Oficina d'Afers Arquitectònics), des d'on desenvolupa pràctiques socials i arquitectòniques a través de diversos projectes residencials i d'espais públics. Polifacètica, creativa i investigadora, des de 2010, és la comissària en cap i directora executiva de Storefront for Art and Architecture de Nova York.
Storefront és un dels centres d'arquitectura més transgressors del món. És una organització sense ànim de lucre, fundada el 1982, compromesa en les formes més innovadores d'arquitectura, art i disseny. A través d'exhibicions, xerrades, projeccions de vídeos, conferències, publicacions i performances l'organització busca generar diàleg i ser un fòrum per a les veus emergents. La galeria es finança gràcies a l'aportació dels directors de l'organització, dels seus membres i de diferents espònsors que fan donacions voluntàries.
El març de 2018, a Londres, és elegida directora de l'Architectural Association School of Architecture per votació dels seus membres on va exercir el seu càrrec fins al juliol del 2020.
Eva Franch ha comissariat projectes internacionals i ha rebut nombrosos premis i beques. El seu treball ha estat exposat internacionalment al FAD de Barcelona, la Biennal d'Arquitectura de Venècia, el Vitra Design Museum o la Biennal d'Arquitectura Shenzhen, entre d'altres.
A Storefront, alguns dels seus projectes recents inclouen Cartes a l'alcalde: un projecte que convida els arquitectes a escriure cartes als alcaldes de la seva ciutat com a forma d'obrir el diàleg sobre la creació de ciutats i la vida pública amb més de deu edicions a escala mundial incloent Nova York, Ciutat de Mèxic, Buenos Aires, Atenes, Taipei, Madrid, etc.-, i Cartes al desenvolupador; World Wide Storefront: una plataforma digital per a projectes globals alternatius, la Competència de concursos i el Manifest, una nova sèrie de publicacions.
Ha publicat articles o entrevistes a revistes, diaris i publicacions de tot el món, incloent AD, Record d'Arquitectura, Revisió arquitectònica, Arquine, Bauwelt, Domus, Dwell, El País, New York Times, Metropolis, MOUSE, UP, Rolling Stone i Surface Magazine entre d'altres. Algunes de les seves publicacions són Agenda (Lars Muller, 2014) i Atlas (Lars Muller, 2015).
Ha estat jurat, conferenciant i crítica visitant internacional en art, arquitectura, disseny i pràctiques alternatives en la construcció i ús dels espais públics als Estats Units, Austràlia, Orient Mitjà, Àsia i Europa. El seu pensament crític i el joc espacial són trets distintius de la seva pràctica professional que des de l'escena alternativa de la ciutat novaiorquesa i davant del Storefront defensen el paper social dels artistes i arquitectes.